# Santa Maria da Feira (Beja)
 Santa Maria da Feira ist ein Ort und eine ehemalige Gemeinde (Freguesia) in Portugal innerhalb der Stadt Beja, mit 16,1 km² Grundfläche mit 4597 Einwohnern (Stand 30. Juni 2011). Dies ergibt eine Bevölkerungsdichte von 286 Einwohnern/km².

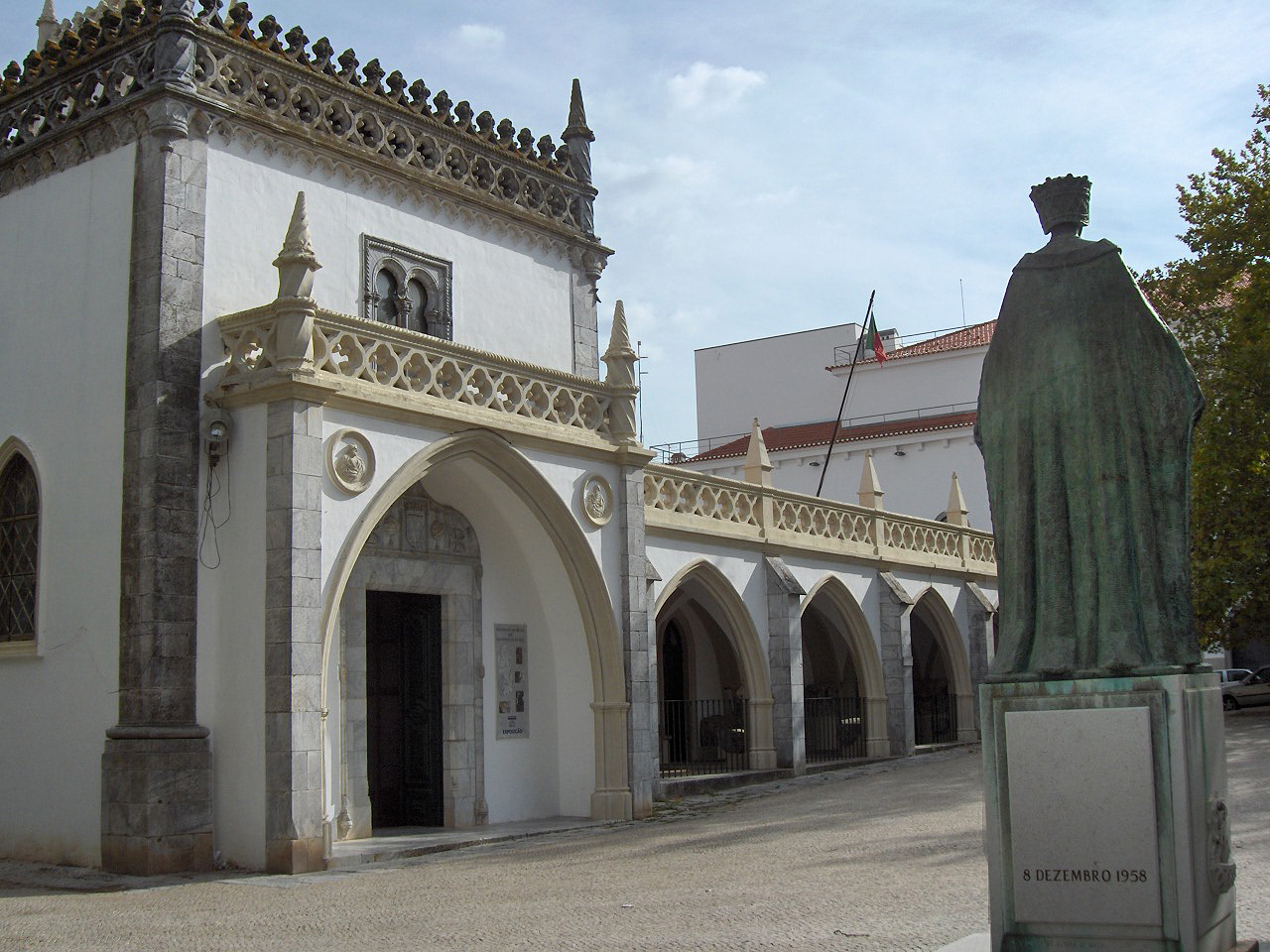
Das Museu Rainha Dona Leonor

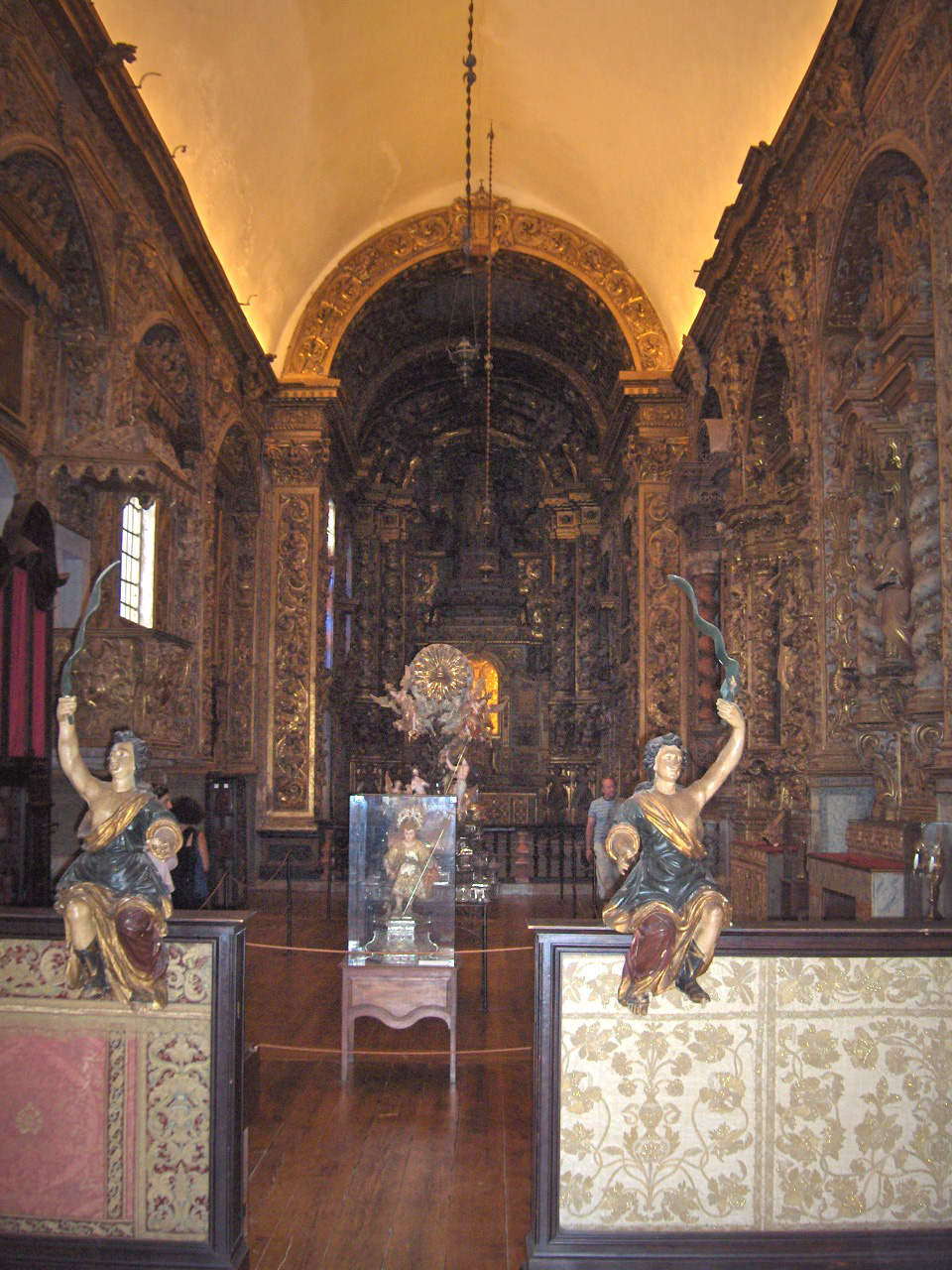
In der Kirche Nossa Senhora da Conceição

Die Gemeinde ist einer der ältesten Stadtteile von Beja. Der auf eine Kirche von 1282 zurückgehende, ab 1453 errichtete Kirchen- und Klosterkomplex Igreja de Nossa Senhora da Conceição, in dessen Klosterteil das Museum Museu Rainha Dona Leonor untergebracht ist, gilt als eine der bekanntesten Sehenswürdigkeiten der Gemeinde. Daneben stehen römische Ausgrabungen und Bauten, Brunnen, und Häuser verschiedener Baustile unter Denkmalschutz, etwa das Art-déco-Haus Nr. 10 am Platz Largo de Santa Maria.
Am 29. September 2013 wurden die Gemeinden Beja (Santa Maria da Feira) und Beja (Salvador) zur neuen Gemeinde União das Freguesias de Beja (Salvador e Santa Maria da Feira) zusammengeschlossen.